# Adam Steinschaber
Adam Steinschaber, auch Steinschauwer, Steynschauwer, Steinschauer, Steynschober oder Stainschober (geboren in  Haina bei Römhild, ab 1478 in Genf belegt, genaue Lebensdaten unbekannt), war der erste Buchdrucker in Genf.
Steinschaber stammte aus Haina in der fränkischen Grafschaft Henneberg und war wahrscheinlich um 1475 in der Reichsstadt Schweinfurt (Unterfranken) ansässig, da er sich nach diesem Ort nannte. Im Jahr 1470 war er an der Universität Erfurt immatrikuliert, wo er 1473 sein Bakkalaureat erwarb. Er betrieb in Genf von März 1478 bis Oktober 1480 eine Druckerwerkstatt, zeitweise zusammen mit frater Heinrich Wirczburg. Man kennt von ihm 12 Drucke (sechs in Latein, sechs in Französisch), darunter geistliche Werke und einige Romane (Histoire de la belle Mélusine, von Jean d’Arras, und La Destruction de Jérusalem), die wegen ihrer großen Holzschnitte berühmt sind.
Aus der Inkunabelzeit sind in Genf fünf weitere Buchdrucker mit Namen bekannt. Von den etwa 100 in Genf gedruckten Inkunabelausgaben existieren 37 nur noch in einem Exemplar, weitere 26 in zwei Exemplaren, sodass man mit verschollenen Ausgaben rechnen muss.